# صهيب شكري
صهيب شكري (25 فبراير 1989 -)، ملحن، مؤلف، منتج، موسيقي مصري ومؤسس ماجير ريكوردز، تخرج من كلية الإعلام جامعة القاهرة قسم الإذاعة والتلفزيون، وبدأ مسيرته الفنية بتلحين أغنية اهاجر وأسيبك لمين والتي كانت من علامات فترة الثورة المصرية، ثم اكمل بأداء العشرات من الألحان لأغاني حفرت في ذاكرة جمهور عريض من المستمعين أهمها (فلان الفلاني، أنا اللي هتفت سلميه، متخليهومش يكسروك)، كما لحن أغنية نهر الخير للحملة التي أطلقها الداعية مصطفى حسني. وقد قام صهيب بالإشراف الفني والتلحين لألبوم (فك الكلابش) لمحمد عباس سنة 2013 وألبوم دايرة لمصطفى أمين عام 2017.

## قائمة أعماله

### الألبومات
- فك الكلابش (2013)
- دايرة (2017)

### الأغاني المنفردة
- أهاجر وأسيبك لمين
- كان لازم
- فلان الفلاني
- أنا اللي هتفت سلمية
- وهانوا عليك
- عمر الفكرة
- عهد الشهداء
- أنا مش مع
- متخليهومش يكسروك
- حورية وطن
- تقدموا
- الثورة للجدعان
- سيرة عبد الغفور
- هو انتي ليه
- مش سايبه مكاني
- بغنيلك
- آخر حد باقي
- مكتوب
- يا رحلتي
- عيل يتيم
- الطريق
- لو باقي فينا
- بكم أنتم

## روابط خارجية
- صهيب شكري على موقع ميوزك برينز (الإنجليزية)